# Ponche de huevo

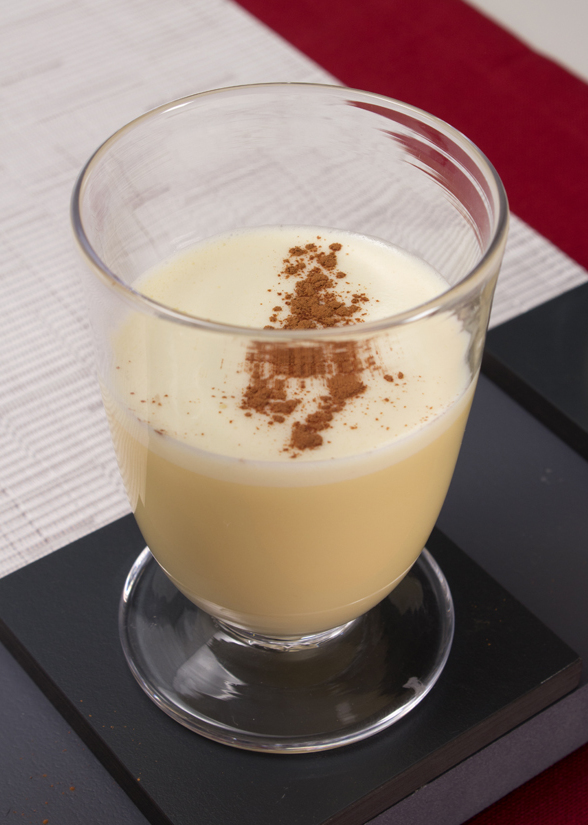
Ponche de huevo con canela

El ponche de huevo es una bebida a base de lácteos fría y endulzada. Se elabora tradicionalmente con leche, crema, azúcar, claras de huevo batidas y yemas de huevo (lo que le da una textura espumosa y su nombre). En algunos contextos, se agregan a la bebida licores destilados como brandy, ron, whisky o bourbon.  
En todo Canadá y Estados Unidos, el ponche de huevo se consume tradicionalmente durante la temporada navideña, desde finales de octubre hasta el final de la temporada navideña. Una variedad llamada ponche crema se ha elaborado y consumido en Venezuela y Trinidad y Tobago desde la década de 1900, también como parte de la temporada navideña. Durante ese tiempo, el ponche de huevo preparado comercialmente se vende en las tiendas de comestibles de estos países.
El ponche de huevo también es casero usando leche, huevos, azúcar y saborizantes, y se sirve con canela o nuez moscada. Si bien el ponche de huevo a menudo se sirve frío, en algunos casos se calienta, especialmente en los días fríos (similar al vino caliente). 

## Historia

### Origen
Mientras que los historiadores culinarios debaten su linaje exacto, la mayoría está de acuerdo en que el ponche de huevo se originó de la bebida británica medieval temprana llamada posset, que se preparaba con leche caliente cuajada con vino o ale y saborizada con especias. En la Edad Media, el posset se utilizó como remedio para el resfriado y la gripe. El posset fue popular desde la época medieval hasta el siglo XIX. Se agregaron huevos a algunas recetas de posset; según la revista Time, en el «siglo XIII, se sabía que los monjes bebían un posset con huevos e higos». Una receta del siglo XVII utiliza una mezcla caliente de crema, canela entera, macis, nuez moscada, dieciocho yemas de huevo, ocho claras de huevo y una pinta de sack (un vino blanco enriquecido relacionado con el jerez). Al final, se agregan azúcar, ámbar gris y almizcle animal. El posset se servía tradicionalmente en ollas de dos asas. La aristocracia tenía costosas vasijas de posset hechas de plata.
El ponche de huevo no es la única bebida alcohólica mezclada y endulzada asociada con la temporada de invierno. El vino caliente es una bebida hecha por los antiguos griegos y romanos con vino endulzado y condimentado. Cuando la bebida se extendió a Gran Bretaña, los lugareños cambiaron al alcohol más disponible, la sidra dura, para preparar sus bebidas calientes. Durante la época victoriana, los británicos bebían purl, «una embriagadora mezcla de ginebra, cerveza caliente, azúcar, hierbas amargas y especias». En la era colonial en Estados Unidos, la bebida se transformó en un «flip a base de ale y ron» calentado con un atizador caliente.

### Desarrollo
En Gran Bretaña, la bebida era originalmente popular entre la aristocracia. «La leche, los huevos y el jerez eran alimentos de los ricos, por lo que el ponche de huevo se usaba a menudo en brindis por la prosperidad y la buena salud». Aquellos que podían permitirse comprar leche, huevos y licores costosos mezclaban el ponche de huevo con brandy, vino de Madeira o jerez para hacer una bebida similar al ponche de huevo alcohólico moderno.
La bebida cruzó el Atlántico hasta las colonias británicas durante el siglo XVIII. Dado que el brandy y el vino estaban sujetos a fuertes impuestos, el ron del comercio triangular con el Caribe era un sustituto rentable. El licor económico, junto con abundantes productos agrícolas y lácteos disponibles para los colonos, ayudó a que la bebida se volviera muy popular en Estados Unidos. Cuando el suministro de ron a los Estados Unidos recién fundado se redujo como consecuencia de la Guerra Revolucionaria Estadounidense, los estadounidenses recurrieron al whisky doméstico y, finalmente, al bourbon en particular, como sustituto. En lugares de las colonias americanas donde incluso el bourbon era demasiado caro, se agregaban moonshine casero al ponche de huevo. El ponche de huevo «parece haber sido popular en ambos lados del Atlántico» en el siglo XVIII.

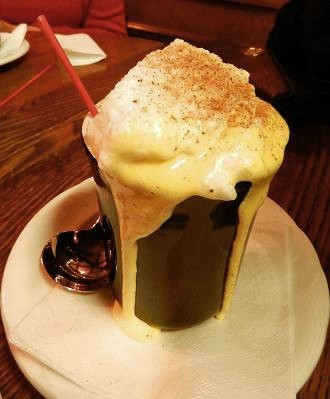
Un coctel caliente de Tom y Jerry.

Los registros muestran que el primer presidente de EE. UU., George Washington, «sirvió una bebida similar a un ponche de huevo a los visitantes» que incluía «whisky de centeno, ron y jerez». La receta del presidente requería una variedad de bebidas alcohólicas junto con los ingredientes lácteos y de huevo: «Un cuarto de crema, un cuarto de leche, una docena de cucharadas de azúcar, una pinta de brandy, 1/2 pinta de whisky de centeno, 1/2 pinta de ron de Jamaica [y] 1/4 pinta de jerez". La receta instruye a los cocineros a «mezclar [el] licor primero, luego separar las yemas y las claras de los huevos, agregar el azúcar a las yemas batidas, mezclar bien. Agregar la leche y la crema, batiendo lentamente. Batir las claras de los huevos hasta que estén firmes e incorporar lentamente a la mezcla. Deje reposar en un lugar fresco durante varios días. Probar con frecuencia».
«Tom y Jerry es una forma de [cóctel de] ponche de huevo caliente que alguna vez fue popular». El periodista británico Pierce Egan inventó el Tom y Jerry en la década de 1820, utilizando brandy y ron añadidos al ponche de huevo y servido caliente, generalmente en una taza o un cuenco. Es un cóctel tradicional navideño en Estados Unidos.
Isaac Weld, Junior, en su libro Travels Through the States of North America and the Provinces of Upper and Lower Canada, during the years 1795, 1796 y 1797 (publicado en 1800) escribió: «Los viajeros estadounidenses, antes de continuar su viaje , tomaron un buen trago cada uno, según la costumbre, de ponche de huevo, una mezcla compuesta de leche nueva, huevos, ron y azúcar, batidos juntos». De manera similar a cómo se bebía posset como remedio para el resfriado en la época medieval, existe evidencia de que el ponche de huevo también se usaba como tratamiento médico. Un artículo de una revista científica de 1892 propone el uso de ponche de huevo para tratar la «grippe» (gripe) junto con cloruro de amonio para tratar la tos y quinina para curar la enfermedad.
En el sur de Estados Unidos, el ponche de huevo se hace con bourbon. El ponche de huevo se llama «coquito» en Puerto Rico, donde en su elaboración se utiliza ron y jugo de coco o leche de coco. El ponche de huevo mexicano, también conocido como «rompope», se desarrolló en Santa Clara. Se diferencia del ponche de huevo común en el uso de canela y ron o alcohol de grano. En Perú, el rompope se llama «biblia con pisco» y se elabora con un aguardiente de orujo peruano llamado pisco. El ponche de huevo alemán, llamado «biersuppe», se elabora con cerveza. «Eierpunsch» es una versión alemana de ponche de huevo elaborado con vino blanco, huevos, azúcar, clavos de olor, té, jugo de limón o lima y canela. Otra receta que data de 1904 requiere huevos, jugo de limón, azúcar, vino blanco, agua y ron. En Islandia, el ponche de huevo «se sirve caliente como postre».